# Dodge Magnum
Dodge Magnum est une plaque signalétique utilisée par plusieurs véhicules de Dodge, à différents moments et sur différents marchés. Le nom a été appliqué pour la première fois à un grand coupé 2 portes à plate-forme B de Chrysler commercialisé de 1978 à 1979, vendu aux États-Unis et au Canada. De 2005 à 2008, la plaque signalétique a été relancée pour un break sur la plate-forme LX de Chrysler à traction arrière, produit au Canada et vendu sur le marché américain et canadien.
Au Brésil, la Magnum était une version haut de gamme de la Dodge Dart locale, produite de 1979 à 1981.
Au Mexique, la Dodge Magnum était une voiture sportive deux portes à propulsion basée sur la plate-forme M de Chrysler (Dodge Diplomat / Plymouth Gran Fury américaine). De 1983 à 1988, Dodge a commercialisé une voiture sportive deux portes à plate-forme K sous le nom de «Magnum», avec un turbocompresseur disponible à partir de 1984.

## États Unis (1978-1979; première génération)
La Magnum a été introduite en 1978 pour compléter la Dodge Charger. Elle était vendue sous deux formes, la "XE" et la "GT" et a été le dernier véhicule à utiliser la plate-forme B de Chrysler. L'apparence était en quelque sorte une Charger arrondie et était une réponse à l'obtention d'une voiture qui serait éligible pour la NASCAR et qui serait plus aérodynamique, quelque chose que la Charger de 1975-1978 n'était pas. Les caractéristiques de style comprenaient quatre phares rectangulaires derrière des couvercles transparents rétractables, des fenêtres d'opéra étroites et une barre en T ou un toit ouvrant électrique en option. La Magnum était bien équipée avec la direction assistée, les freins électriques et les sièges électriques; la suspension comprenait les barres de torsion longitudinales réglables standard de Chrysler, les bras oscillants inférieurs et les barres antiroulis avant et arrière. Le moteur de base était le V8 de 5,2 L avec Lean-Burn, tandis que les V8 360 (5,9 L) et 400 (6,6 L) à carburateur à deux et quatre corps étaient en option; le poids était de près de 1 800 kg. Au début de l'année modèle 1979, le moteur V8 400 a été supprimé de la liste des options car Chrysler a cessé de produire des moteurs V8 à gros blocs dans les voitures de série à la fin de l'année modèle 1978. Un modèle performant, la «GT», était disponible avec le V8 400 (6,6 L) au cours de l'année-modèle précédente (1978) et le moteur «E58» (V8 360 de 198 ch (145 kW)) d'intercepteur de police était disponible pendant l'année modèle 1979 avec suspension HD, essieu spécial, écusson spécial "GT" et applique de tableau de bord "en métal tourné". La technologie était avancée pour l'époque avec un ordinateur embarqué de contrôle des étincelles dès le démarrage, un allumage électronique et un convertisseur de couple de verrouillage. À la fin de l'année modèle 1979, la Dodge Magnum à plate-forme B de taille moyenne (ainsi que son homologue Chrysler Cordoba sur base de plate-forme B de taille moyenne) a été abandonnée, tout comme le nom Magnum lui-même, en faveur de ce qui allait devenir un plus petit, tout nouveau modèle, coupé Mirada basé sur la plate-forme M (qui serait également partagé avec ce qui deviendrait son homologue la Chrysler Cordoba coupé basé sur la plate-forme M) tout au long des quatre prochaines années modèles (1980-1983 ). Seuls 3 704 coupés Dodge Magnum de 1979 comprenaient un toit en T.

### NASCAR
Aux États-Unis et au Canada, le coupé Dodge Magnum à plate-forme B de taille moyenne de 1978 à 1979 était un ajout à la gamme Chrysler qui a permis à Richard Petty de continuer à courir avec une Mopar. Pour la saison NASCAR de 1978, la Charger de 1974 que les équipes de Chrysler avaient continué à utiliser n'était plus éligible à la compétition. Chrysler a travaillé sur plusieurs conceptions de voitures pour lisser la Charger de 1975 en quelque chose qui serait raisonnablement aérodynamique pour les grandes pistes de course et le design de la Magnum a été adopté à l'été 1977 pour une utilisation dans la saison de course 1978. Bien qu'elle ne soit pas aussi aérodynamique que la Charger de 1974, la forme de la Magnum était prometteuse et les voitures d'essai construites par "Petty Enterprises" atteignaient 306 km/h lors des essais. Au début, il semblait que sur les pistes, les voitures fonctionnaient bien, Petty remportant presque son Daytona 125 (terminant deuxième) et menant plus de 30 tours du Daytona 500 jusqu'à ce qu'un pneu avant crevé lui ait provoqué un accident. Cependant, le manque de soutien au développement d'usine du V8 petit bloc 360 de Chrysler en tant que moteur de course devenait de plus en plus un problème, et dans le trafic des courses à grande vitesse, la Magnum ne fonctionnait pas bien. Petty a été particulièrement sévère dans sa critique de la voiture - avant la saison, il a déclaré: "La Magnum est inconduisible à 306 km/h."
À la seconde moitié de la saison 1978, Petty et Neil Bonnett (les deux meilleures équipes de Mopar) ont abandonné à cause des performances irrégulières de la voiture et sont passés aux Chevrolet et Oldsmobile, laissant les pilotes indépendants Buddy Arrington (qui a acheté quelques Magnum de Petty, ainsi que certaines pièces), Frank Warren et le chanteur country Marty Robbins pour continuer sans soutien substantiel de l'usine (Chrysler a fourni de la tôle et des pièces de moteur aux équipes conduisant des Magnum). À partir d'août 1978, deux à cinq équipes indépendantes se sont présentées avec des Magnum dans les courses NASCAR, jusqu'en janvier 1981, lorsque la NASCAR est passé à des voitures plus petites. La Magnum n'a jamais profité de l'héritage de course de ses prédécesseurs, mais elle n'était pas sans ses propres accomplissement. Petty a marqué 7 top cinq dans ses 17 courses avec la voiture et Bonnett a remporté trois pôles et a marqué 5 top cinq avec la sienne. Petty a reconnu la Magnum avec un autocollant commémoratif, représentant son célèbre numéro 43 arborant une Magnum pour sa tournée de reconnaissance des fans en 1992. Bien que Petty n'ait jamais remporté de course dans une Magnum, son fils, Kyle Petty, a conduit l'une des Dodge Magnum de son père dans sa première course (Daytona ARCA 200 de 1979) et a gagné. Kyle a couru dans cinq courses de NASCAR à l'aide des Magnum restantes en 1979, mais les a détruits au-delà de toute réparation raisonnable au Daytona 125 de 1980. En décembre 2012, il ne restait que deux Magnum de la NASCAR; l'une (une ancienne voiture de Petty) réside au musée NASCAR de Talladega, et l'autre; (La Magnum n ° 42 de 1978 de Marty Robbins) a été restauré et appartient à un particulier du sud de la Californie.

## Brésil (1979-1981)
Dans l'ancienne usine Simca de São Bernardo do Campo, dans l’État de São Paulo, au Brésil, la Dodge Dart a été produite de 1969 à 1981 (plus de 92 000 voitures ont été vendues). Elles étaient construites avec des changements mineurs par rapport au modèle d'origine, à partir de 1969, et étaient toutes largement basées sur la Dart GT (et GTS) de 1968. Pour ses trois dernières années de production, une version supérieure deux portes de la Dart a été vendue sous le nom de Magnum, avec le moteur V8 de 318 pouces cubes utilisé dans tous les modèles de coupé et de berline Dodge au Brésil. Un carénage avant unique en fibre de verre qui comprenait quatre phares pour lui donner un look plus moderne a été utilisé, tandis que l'extrémité arrière était très similaire à la Dart américaine de 1975 (le modèle Dart de la même année ayant été identique à la Swinger des États-Unis). La Magnum (haut de gamme) était vendue comme un modèle distinct de la Dart (bas de gamme), bien qu'elle soit techniquement presque identique à la Dart.
La Dodge a été très bien accueillie au Brésil. Aujourd'hui, on peut trouver des clubs automobiles avec de nombreux coupés Dodge en bon état. Les modèles coupé et berline au Brésil étaient (toutes les variantes du modèle Dart de 1968): Dart [1969-1981] (en coupé 2 portes de 1970 à 1981 ou en berline quatre portes de 1969 à 1981), Dart SE sportive mais moins chère, Dart DeLuxo mieux équipée (deux ou quatre portes), Gran Coupe (encore plus luxueuse que la Dart DeLuxo, avec deux portes seulement), Gran Sedan (au-dessus du modèle Dart DeLuxo, avec quatre portes seulement), Charger R/T [1971-1980] (carrosserie coupé uniquement, de 1971 à 1980, c'était le modèle sportif haut de gamme), LeBaron (remplacement de la «Gran Sedan» avec une carrosserie quatre portes, de 1979 à 1981) et Magnum (substitut du «Gran Coupe», le modèle brésilien haut de gamme du segment luxueux de 1979 à 1981).

## Mexique (1981-1988)

### Première génération
En 1980, les voitures à plate-forme F ont été abandonnées au Mexique, ainsi qu'aux États-Unis, donc les voitures compactes Dodge Dart (en utilisant l'avant de la Volaré et l'arrière de l'Aspen), Valiant Volaré (en utilisant l'avant de l'Aspen et l'arrière de la Volaré), et sportive Super Bee, ont été abandonnées pour cette année.
En 1979, Chrysler de México a présenté la Chrysler LeBaron basée sur la plate-forme M, et deux ans plus tard, elle a présenté la Dodge Diplomat sous le nom de Dodge Dart. Celles-ci étaient très similaires à la Plymouth Gran Fury américaine en apparence et en garniture, mais avaient des roues Rallye de Chrysler au lieu d'enjoliveurs de luxe. Chrysler de México a utilisé une petite plate-forme et le nom Magnum, l'équipant d'un moteur V8 360 (5,9 L) (évalué à 304 ch (224 kW), avec un carburateur Carter ThermoQuad à quatre corps (quatre starters)), refroidisseur d'huile Mopar, une transmission automatique A727 à 3 vitesses (transmission A833 manuelle à 4 vitesses en option), suspension robuste, freins électriques, barres stabilisatrices à l'avant et à l'arrière et un différentiel Dana 44 avec passage positif et posi-traction. Tous les métaux chromés des fenêtres et du pare-brise étaient peints en noir plat; seuls les pare-chocs et la calandre étaient chromés. Le carénage avant et les ailes avant portaient tous deux le lettrage "Magnum", avec également un décalque 5,9 L sur les ailes. La Dodge Magnum mexicaine a été proposée uniquement pour les années modèles 1981-1982.

### Deuxième génération
La Dodge Magnum mexicaine basée sur la plate-forme K était une compacte sportive 2 portes, basée sur la carrosserie du coupé Dodge Aries (avec une calandre occultante de la Dodge 400 de 1982-1985 en 1983-1985 et une calandre occultante de la Plymouth Caravelle de 1986-1988 en 1986-1988) offerte de 1983 à 1988 avec turbocompresseur (moteur "TurboChrysler") à partir de 1984. Quatre moteurs ont été proposés pour la Dodge Magnum mexicaine à plate-forme K, un quatre cylindres en ligne SOHC de 2,2 L (K-Trans-4, 1983-1986), un quatre cylindres en ligne SOHC turbocompressé de 2,2 L (1984-1986) et deux autres quatre cylindres en ligne SOHC de 2,5 L, avec et sans turbocompresseur (1987–88). Lors de son introduction, la Dodge Magnum 400 Turbo mexicaine était annoncée comme étant "la voiture la plus rapide du Mexique" dans les publicités télévisées de l'époque, et elle l'était sûrement en 1985, lorsque la Ford Mustang "Fox" mexicaine de 5,0 L (1979–84) a été retirée du catalogue de Ford Mexico. La Magnum mexicaine à traction avant était officiellement appelée la "Dodge Magnum 400" entre 1983 et 1984, car il s'agissait d'une variante sportive mexicaine de la Dodge 400 américaine du début des années 1980 (sans le toit en vinyle de la version américaine et avec un rendement élevé du moteur de 2,2 L (turbocompresseur disponible à partir de 1984), suspension robuste, roues, pneus, tableau de bord, volant, console, levier de vitesses et sièges sport). En 1984, la Magnum 400 Turbo mexicaine était la chose la plus proche d'une Dodge Daytona Turbo américaine au sud de la frontière. Pour 1985, le suffixe "400" a été supprimé. Pour la saison 1987, le turbocompresseur a reçu un refroidisseur intermédiaire et la puissance du moteur turbo est passée de 142 à 152 ch (104 à 112 kW). La Magnum basée sur la plate-forme K a été remplacé par la Chrysler Shadow GTS mexicaine pour l'année modèle 1989.

## Plate-forme LX de Chrysler (2005-2008; deuxième génération)
Le Dodge Magnum est un véhicule non-importé en France.
Basé sur la même plateforme que la Chrysler 300 Touring, il a été retiré de la gamme Dodge fin 2008 par faute de moyens financiers.
Le nom Magnum a été relancé en 2004 pour l'année modèle 2005, en tant que break basé sur la plate-forme LX de Chrysler. Le nouveau Magnum était une version break conçue par badge de la Chrysler 300 fabriquée dans la même usine à Brampton, près de Toronto, dans l'Ontario, au Canada,. Le Magnum avait quatre options de moteur; le SE est équipée du V6 LH 2,72 L de 193 ch (142 kW), le SXT du V6 3,5 L de 253 ch (186 kW) et le RT du nouveau V8 Hemi 5,7 L de 345 ch (254 kW). Le SRT-8 est doté d'un moteur Hemi 6,1 L de 431 ch (317 kW). La transmission intégrale est devenue une option en 2005 sur les modèles SXT et RT. Le SRT8, le SXT à traction intégrale et le RT utilisent une transmission automatique à 5 rapports dérivée de Mercedes-Benz, tandis que tous les autres modèles utilisent une transmission automatique à quatre vitesses. Le Magnum a été construit à l'usine d'assemblage de Brampton de 2004 à la fin de l'année modèle 2008.
Le Magnum figurait sur la liste des dix meilleures de Car and Driver pour 2005.

### SRT-8
Chiffres de production du SRT-8.
- 2006 : 2 970
- 2007 : 921
- 2008 : 239

Une version haute performance SRT-8 a fait ses débuts au Salon de l'auto de Los Angeles 2005. Le SRT-8 était basé sur un concept-car qui a été présenté au Salon de l'auto de Los Angeles 2003. Il a été mis en vente en 2005 en tant que modèle de 2006. Comme la 300C SRT-8, il comportait le nouveau moteur Hemi de 6,1 L (370 pouces cubes), qui produit 431 ch (317 kW). Roues de 20 pouces, suspension plus ferme, freins plus gros (Brembo), nouveau traitement du bas de caisse et un carénage avant et arrière révisé complète la transformation. Le SRT-8 a été nommé meilleur nouveau muscle car moderne au concours de la voiture canadienne de l'année 2006.
Résultats du test de Motor Trend:
- 0–97 km/h : 5,1 secondes
- 0–161 km/h : 11,7 secondes
- quart de mile (402 m) départ arrêté : 13,1 secondes à 174 km/h

Voir aussi: Street and Racing Technology

### Europe et Australie
En Europe et en Australie, le Magnum était vendu sous le nom de Chrysler 300 Touring. Il était essentiellement le même que le Magnum du marché américain, mais avec l'avant et l'intérieur de la Chrysler 300C, et la conduite à droite pour l'Australie et le Royaume-Uni. Le 300C Touring ajoutait en option une version CRD 3,0 L Turbo Diesel. Le 300C Touring était assemblé en Autriche.

### Changements en 2008
Pour l'année modèle 2008, le Magnum a reçu un lifting ainsi qu'un intérieur mis à jour en ligne avec celui de la Dodge Charger. Le carénage avant arborait de nouveaux phares carré agressif et une plus petite calandre rectangulaire rappelant la Charger. La variante SRT-8 a gagné une nouvelle écope de capot. Un nouveau schéma de peinture rouge vif a été introduit. Les nouveaux changements ont rapproché la voiture de son compagnon de plateforme la Charger, loin de la Chrysler 300.

### Annulation
Le 1er novembre 2007, Chrysler a annoncé que, dans le cadre de ses plans de restructuration, le Dodge Magnum serait l'un des quatre modèles abandonnés après l'année modèle 2008. Selon les mots de Chrysler: "Le Magnum, ainsi que le cabriolet PT Cruiser, la Crossfire et le Pacifica ne gagnaient pas leur subsistance". La production s'est terminée le 28 mars 2008. Le Dodge Magnum (avec le Dodge Caravan à empattement court) a été remplacé par le Dodge Journey.

### Ventes totales aux États-Unis
| Année civile | Ventes |
| ------------ | ------ |
| 2004         | 39 217 |
| 2005         | 52 487 |
| 2006         | 40 095 |
| 2007         | 30 256 |
| 2008         | 6 912  |
| 2009         | 113    |